# Where the Hood At?
Where the Hood At? – singel amerykańskiego rapera DMX-a promujący album Grand Champ. Wydany 5 sierpnia (USA), 30 września (Australia), 7 października (Wielka Brytania) 2003. Utwór jest skierowany do Ja Rule’a, któremu DMX zarzuca homoseksualizm ("How you gonna explain fuckin a man? Even if we squashed the beef, I ain't touchin ya hand"). Powstał do niego klip, zawierający również "A'yo Kato", kolejną piosenkę z Grand Champ. Gościnnie wystąpili na nim Busta Rhymes, Swizz Beatz i Fat Joe.
W ocenzurowanej wersji część wulgaryzmów jest zastąpiona innymi słowami, przy zachowaniu znaczenia ("Fuckin with a nigga like me" – nieocenzurowane, "Messin' with a dog like me" – ocenzurowane). Zamiast oryginalnej wejściówki do utworu, w której słychać rapera wypowiadającego jednocześnie wiele wulgarnych słów, wstawiono nową, w wykonaniu Swizz Beatza. Wymienione w niej zostają cztery sceny amerykańskiego hip-hopu - "East Coast", "West Coast", "Midwest" i "Dirty Dirty" (Southside). Podkład został skomponowany przez Tuneheadz.
"A'yo Kato" nie pojawiło się na singlu, ale można je usłyszeć na klipie. Jest to piosenka poświęcona zmarłemu przyjacielowi DMX-a. Podkład został skomponowany przez Swizz Beatza.

## Lista utworów
1. "Where the Hood At" (Radio)
2. "Where the Hood At" (Instrumental)
3. "Where the Hood At" (Dirty)
4. "Where the Hood At" (Acapella)